# ワンダビン駅
ワンダビン駅（Wondabyne railway station）は、オーストラリアのニューサウスウェールズ州セントラル・コースト市ワンダビン地区にある、Sydney Trainsの駅である。

## 歴史
1889年5月1日に開設されたが
、当時の駅名は現在と異なっていた。1891年1月15日に「Wondabyne」駅に改名された

。
ただし、その後ずっと駅が開設されていたわけではなく、まず1893年6月1日に1回目の閉鎖が行われた

。
1910年11月に再開設されるも、1911年1月1日には再閉鎖された

。
その後、1918年10月31日に2回目の再開設がなされた

。

## 駅構造
単式ホーム2面2線（ホーム長：15m）を有する地上駅である。無人駅であるが、乗車券を通すカードリーダーや接近放送を行うスピーカーが設置されている。前述の通り、ホーム有効長が1両(20m)にすら満たないため、停車する電車はドアカットを行い最後尾1両のみ乗降扱いを行う。
当駅は、「Request stop」と呼ばれる停車方式であり、通常の列車は普通列車も含め全て通過する。乗降する場合は、車内で乗務員に当駅に下車したい旨を伝えるか、列車接近時に運転士に手を振ることで乗車することを示す必要がある。なお、速達運転を行う列車は当駅を通過する。

### のりば
| 番線 | 路線                                           | 方向 | 行先                                                         |
| ---- | ---------------------------------------------- | ---- | ------------------------------------------------------------ |
| 1    | ■セントラル・コースト & ニューカッスル・ライン | 上り | ストラスフィールド、セントラル方面                           |
| 2    | ■セントラル・コースト & ニューカッスル・ライン | 下り | ゴスフォード、ワイオン、ニューカッスル・インターチェンジ方面 |

## 駅周辺

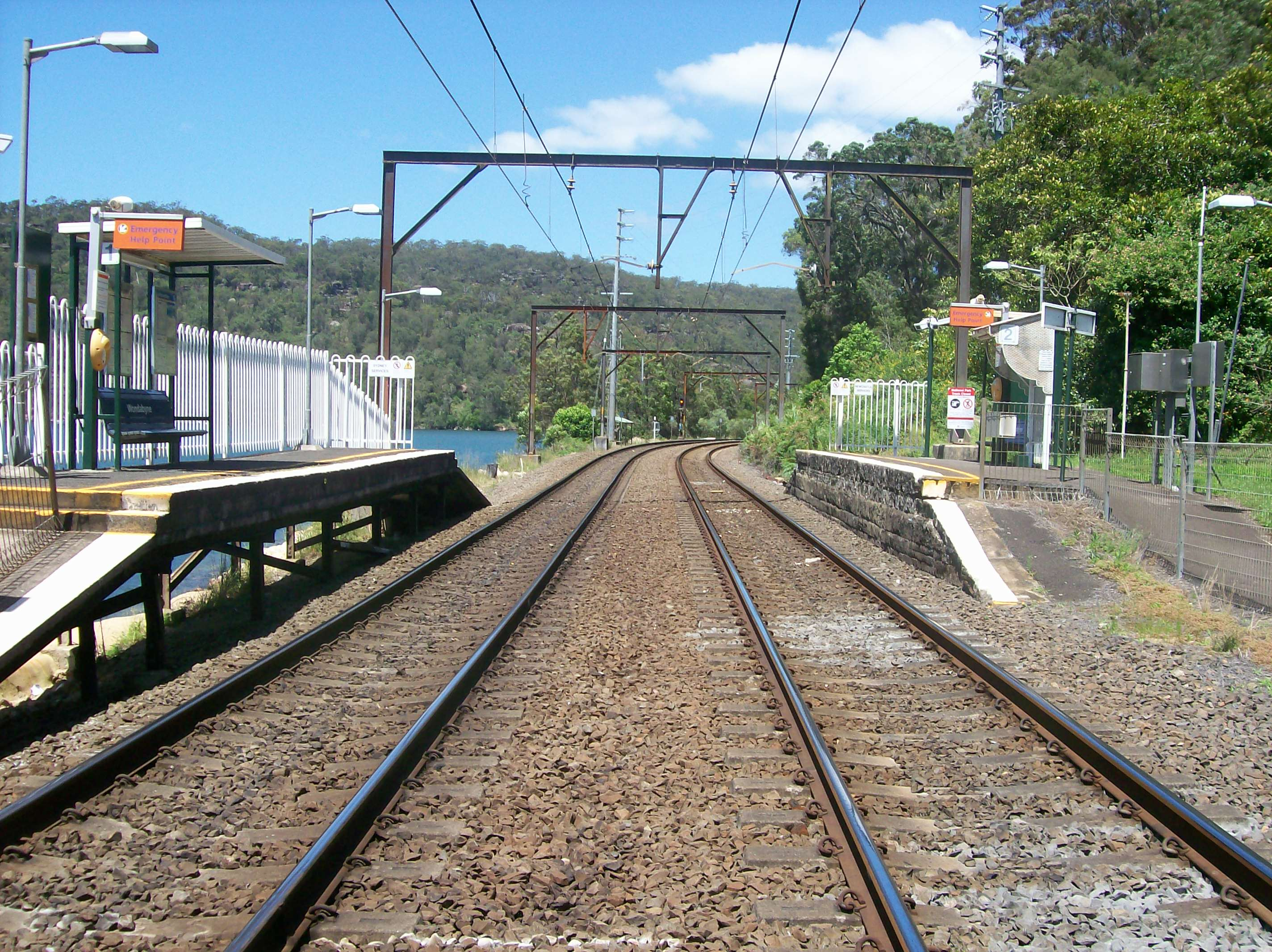
相対式ホームのワンダビン駅

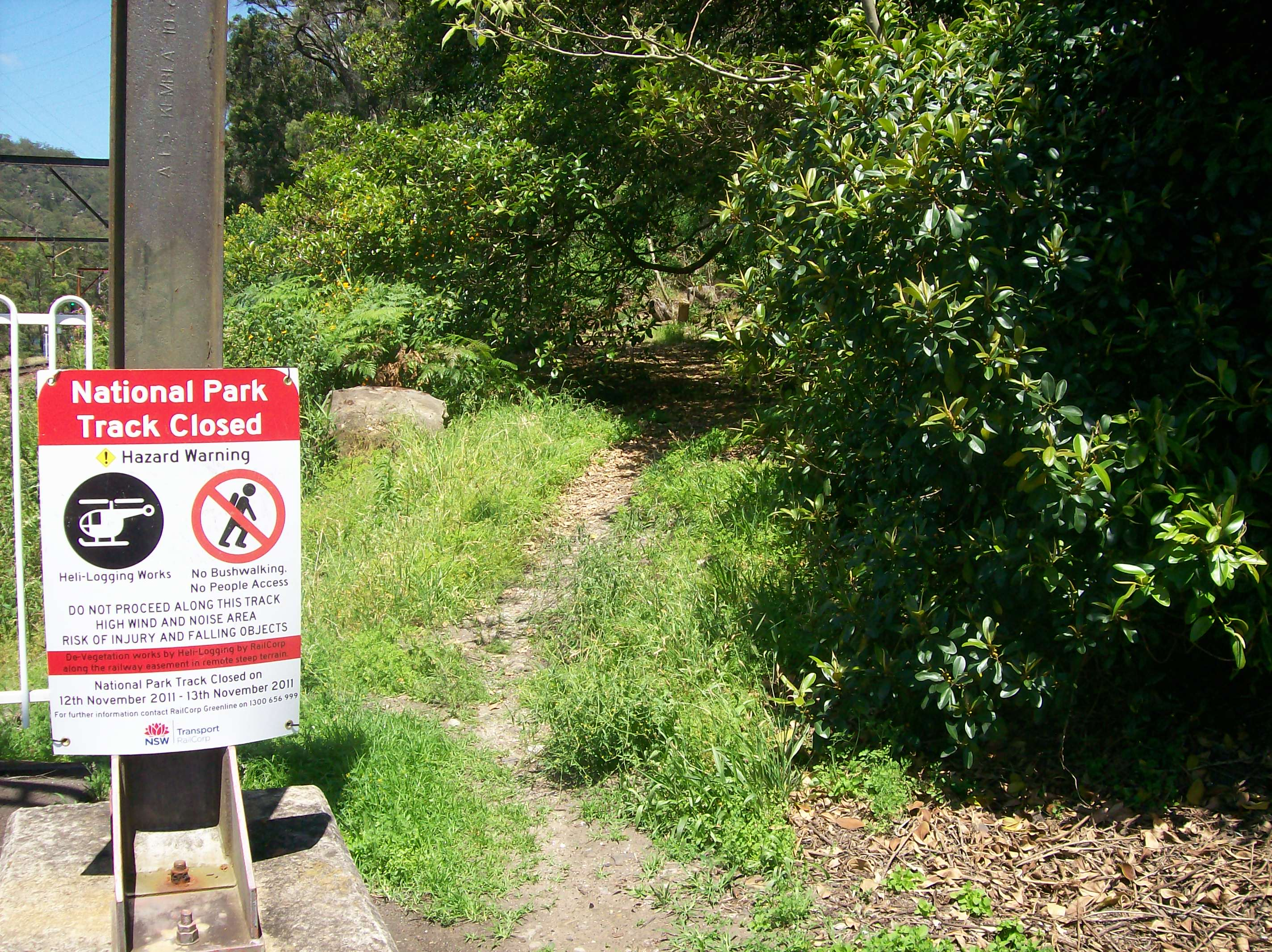
ワンダビン駅に向かう未舗装路

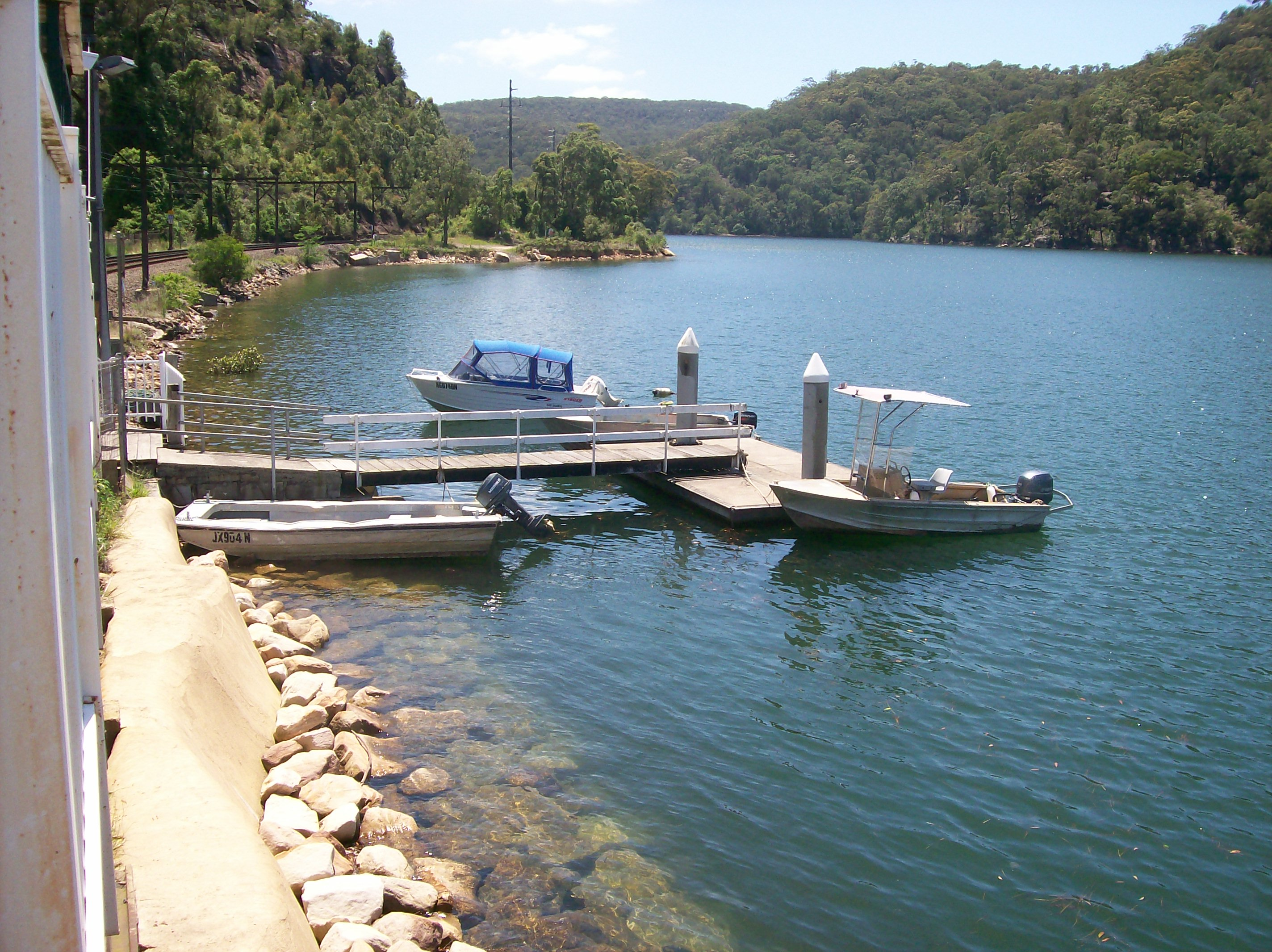
ワンダビン駅に上陸するための浮桟橋

ワンダビン駅からはブリスベン・ウォーター国立公園内を抜けて、パトンガという集落までをつなぐ、23 kmの遊歩道が存在する

。
このような交通事情ながら、付近にある数軒の家々の者が、この駅にボートで乗り付けて利用することもある。また、この駅には、時々操業される採石場が隣接している。

## 利用状況
2013年度の1日平均乗車人員は10人である。Sydney Trains および NSW TrainLink 管内の駅では第286位である。

## 隣の駅
Sydney Trains
■セントラル・コースト & ニューカッスル・ライン
速達タイプ
通過
停車タイプ
ホークスバリー・リバー駅 - ワンダビン駅 - ウォイ・ウォイ駅